# Aldimir
Aldimir (em búlgaro:  Алдимир) ou Eltimir[a] (em búlgaro: Елтимир; em grego: ᾿Ελτιμηρῆς; romaniz.: Eltimeres) foi um nobre do Império Búlgaro no século XIII-XIV. Um membro da dinastia Terter e irmão mais novo do czar Jorge Terter I, Aldimir era o déspota de Kran. Ele ascendeu a esta posição durante o reinado do irmão, mas foi forçado a se exilar quando Emiltzos assumiu o trono. Na virada do século XIV, Aldimir retornou para a Bulgária como aliado da regente, a imperatriz-consorte Emiltzena, viúva de Emiltzos. Ele não se opôs à ascensão de seu sobrinho, Teodoro Esvetoslau, e chegou até a ajudá-lo a expulsar os demais pretendentes. Porém, Aldimir foi rapidamente eliminado por Teodoro quando tentou traí-lo ao se aliar com os bizantinos.

## Reinados de Jorge e Emiltzena

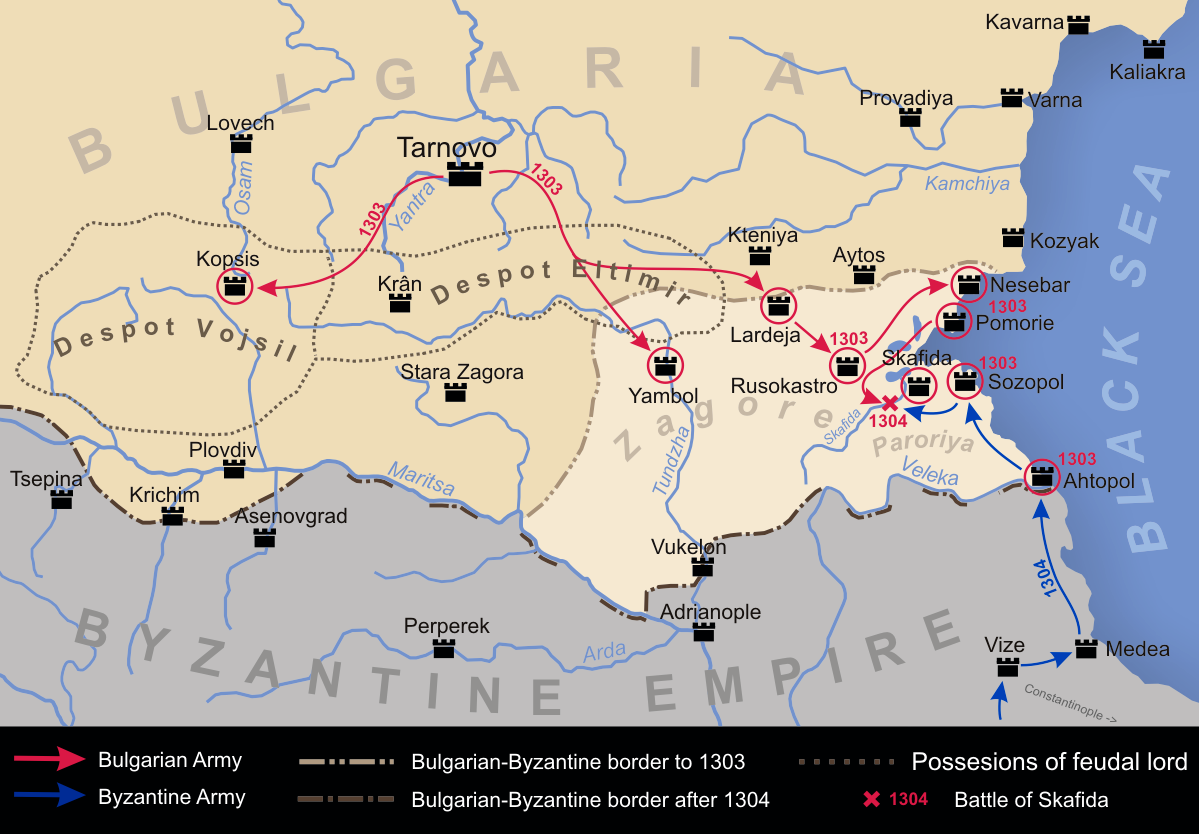
Mapa das campanhas de Teodoro Esvetoslau, mostrando as terras de Aldimir (Eltimir)

Assim como o irmão, Jorge, Aldimir era de origem cumana. O historiador búlgaro Plamen Pavlov defende que os ancestrais de Aldimir e Jorge se refugiaram na Bulgária depois de 1241 fugindo do Reino da Hungria por acusações de sedição. É provável que eles fizessem parte da dinastia real cumana dos Terteroba e o monarca Köten era provavelmente um parente ou até mesmo um ancestral direto. Pavlov também interpreta o nome de Aldimir como tendo origem na expressão em cumano para "ferro quente".
Aldimir tornou-se importante com a ascensão de seu irmão ao trono como Jorge Terter I (r. 1280–1292). Ele deve ter recebido o título nobre de déspota nesta época, posição defendida peloo historiador americano John Fine. Pavlov conjectura, porém, que Aldimir só recebeu seus domínios em 1298, muito depois do reinado de Jorge.
Diferente do principado vizinho de Emiltzos, centrado na Kopsis, Aldimir permaneceu leal ao governo búlgaro e manteve um bom relacionamento com a capital, Tarnovo. Fine afirma que o território de Aldimir ia da moderna região de Sliven no leste até Kazanlak ou Karlovo no oeste, imediatamente ao sul da cordilheira dos Balcãs. Sua capital era a fortaleza de Kran no Vale das Rosas.
Depois da abdicação de Jorge em 1292, Aldimir teve que fugir para o exílio. Ele pode ter seguido o irmão para o Império Bizantino, embora seja certo que ele se assentou no território da Horda Dourada não muito depois. Talvez com a aprovação dos tártaros, Aldimir retornou para a Bulgária em 1298, depois do fim do reinado de Emiltzos (r. 1292–1298), um período no qual o império estava nas mãos do garoto João II e sua mãe, Emiltzena. Aldimir declarou-se leal a ela, que ou concedeu-lhe seus domínios ao sul da cordilheira ou restaurou-lhe seu antigo apanágio na região. Para consolidar a união, Aldimir casou-se com a filha de Emiltzena, a princesa Maria, possivelmente no final de 1298.
Com a nomeação de Aldimir como déspota de Kran, Emiltzena assegurou que suas terras estariam melhor protegidas contra os irmãos de Emiltzos, Radoslau e Voysil, que, exilados no Império Bizantino, ainda desejavam tomar o trono búlgaro (ou, pelo menos, recuperar seus antigos domínios). Durante a regência de Emiltzena, Aldimir foi um dos mais influentes nobres búlgaros. O estadista bizantino Teodoro Metoquita refere-se ao "aventureiro cita [cumano]" como sendo o braço direito da rainha. A posição eminente de Aldimir não deixa dúvidas sobre a sua participação nas infrutíferas negociações entre a Bulgária e o Reino da Sérvia em 1299. Pavlov chega ao ponto de sugerir que ele era o principal articulador de aliança contra os bizantinos.

## Reinado de Teodoro Esvetoslau
Em 1299, o filho de Jorge e sobrinho de Aldimir, Teodoro Esvetoslau (r. 1300–1322), o legítimo sucessor ao trono búlgaro, invadiu a Bulgária à frente de um exército tártaro. A notícia da invasão foi suficiente para forçar Emiltzena e João II a fugirem para o despotado de Kran antes mesmo de os invasores alcançarem a capital. Aldimir abrigou-os, mesmo sendo claramente favorável ao sobrinho. Em 1300, o irmão de Emiltzos, o sebastocrator Radoslau liderou uma campanha contra Aldimir apoiada pelos bizantinos cujo objetivo final era a capital búlgara. Porém, o ataque teve consequências desastrosas para Radoslau: ele foi capturado por Aldimir, cegado e enviado de volta para Tessalônica, enquanto que os generais bizantinos capturados foram enviados como prisioneiros para Teodoro Esvetoslau. Desta forma, Aldimir jurou lealdade a Teodoro, que o premiou com uma expansão de seu apanágio, que passou a incluir as fortalezas de Iambol e Lardea, perto da moderna Karnobat.
Enquanto Aldimir era nominalmente leal a Teodoro, a presença de Emiltzena e João em sua corte era uma ameaça ao imperador. Além disso, é possível que Aldimir desejasse o trono para si. Depois da vitória de Teodoro sobre os bizantinos na Batalha de Skafida em 1304, os bizantinos propuseram uma aliança contra os búlgaros a Aldimir. Ele inicialmente manteve-se fiel e atacou as forças bizantinas que entraram em seus domínios em 1305. Porém, no final deste mesmo ano, Aldimir já havia se aliado aos bizantinos e Teodoro tomou de volta as fortalezas que havia concedido a ele. Logo depois, o czar tomou de volta o controle sobre Kran, reconquistando e anexando todo o apanágio de Aldimir.
É possível que Aldimir tenha sido assassinado durante esta campanha, pois nada mais se fala sobre ele nas fontes. Sua viúva, Maria, e seu filho, João Dragusino (Ivan), conseguiram escapar para a Sérvia, onde a irmã de Maria, Teodora, era casada com o príncipe Estêvão Uresis III. Depois de se tornar um súdito sérvio, João foi instalado pelo primo, Estêvão Uresis IV, como um governante local na região da Macedônia. Retratos de doador de Maria e João ainda existem no Mosteiro de Pološko, perto de Kavadarci, onde João foi enterrado em algum momento antes de 1340.